# Bandera de Prats i Sansor
La bandera oficial de Prats i Sansor té la següent descripció:
Bandera apaïsada de proporcions dos d'alt per tres de llarg vermella, amb les balances de l'escut d'una altura de 7/9 de l'alt del drap de color groc.
Va ser aprovada el 16 de juny de 1993 i publicada en el DOGC el 28 de juny del mateix any amb el número 1763.